# Mesoleius stenostigma
Mesoleius stenostigma är en stekelart som beskrevs av Thomson 1894. Mesoleius stenostigma ingår i släktet Mesoleius och familjen brokparasitsteklar. Arten är reproducerande i Sverige. Inga underarter finns listade i Catalogue of Life.